# Metanogeni
I batteri metanogeni sono procarioti appartenenti al dominio degli Archaea.
Utilizzano l'idrogeno molecolare come fonte di energia e sono spesso presenti in consorzi di microrganismi nei quali l'idrogeno viene liberato dalle fermentazioni di batteri, protozoi e funghi. Questa azione favorisce una migliore fermentazione complessiva poiché permette di produrre acetato con una migliore resa in ATP. Sono anaerobi obbligati, cioè possono vivere soltanto in assenza di ossigeno, una condizione presente in specifici ambienti quali il rumine dei ruminanti, l'intestino di alcuni mammiferi, uomo compreso, e nei fondali delle paludi.
Esistono oltre cinquanta specie descritte di metanogeni, che, sebbene appartengano tutti agli Euryarchaeota, non costituiscono un gruppo monofiletico. Non vanno quindi unicamente identificati con la classe dei metanobatteri.